# Étiolles
Étiolles (prononcé [et̪iɔl] ) est une commune française située à vingt-sept kilomètres au sud-est de Paris dans le département de l'Essonne en région Île-de-France.
Ses habitants sont appelés les Étiollais.

## Géographie

### Situation
Étiolles est située à vingt-sept kilomètres au sud-est de Paris-Notre-Dame, point zéro des routes de France, deux kilomètres à l'est d'Évry-Courcouronnes, trois kilomètres au nord de Corbeil-Essonnes, quinze kilomètres à l'est de Montlhéry, dix-sept kilomètres au nord-est d'Arpajon, dix-neuf kilomètres au sud-est de Palaiseau, dix-neuf kilomètres au nord-est de La Ferté-Alais, vingt-six kilomètres au nord-ouest de Milly-la-Forêt, trente-deux kilomètres au nord-est d'Étampes, trente-six kilomètres au nord-est de Dourdan.

### Lieux-dits, écarts et quartiers
Le bois du Cerf, le Vieux Village, le parc de la Pompadour, le parc de Jarcy, le parc aux Chênes, le bois des Coudray.
| Type d’occupation           | Pourcentage | Superficie (en hectares) |
| --------------------------- | ----------- | ------------------------ |
| Espace urbain construit     | 9,3 %       | 109,14                   |
| Espace urbain non construit | 10,9 %      | 128,81                   |
| Espace rural                | 79,8 %      | 939,16                   |
| Source : Iaurif-MOS 2008    |             |                          |

### Habitat
Essentiellement résidentielle et composée de plusieurs lotissements pavillonnaires plus ou moins récents, Étiolles est aujourd'hui une des communes les plus riches de l'Essonne (la plus riche de l'arrondissement d'Évry, avec un revenu annuel moyen par ménage supérieur à 30 000 euros, par opposition aux communes voisines d'Évry-Courcouronnes et de Corbeil-Essonnes, respectivement troisièmes et deuxièmes villes les plus pauvres du département (revenus annuels moyens par ménages inférieurs à 14 000 euros)[réf. nécessaire].
| Logements                                        | Nombre en 2015 | % en 2015 | nombre en 2010 | % en 2010 |
| ------------------------------------------------ | -------------- | --------- | -------------- | --------- |
| Total                                            | 1454           | 100 %     | 1334           | 100 %     |
| Résidences principales                           | 1.305          | 89,7 %    | 1.334          | 96,1 %    |
| * Dont HLM                                       | 68             | 5,2 %     | 2              | 0,2 %     |
| Résidences secondaires et logements occasionnels | 36             | 2,5 %     | 15             | 1.1 %     |
| Logements vacants                                | 113            | 7,8 %     | 37             | 2,7 %     |
| Dont :                                           |                |           |                |           |
| * maisons                                        | 802            | 7,8 %     | 794            | 59,6 %    |
| * appartements                                   | 649            | 44,6 %    | 535            | 40,1 %    |

La commune ne respecte pas ses obligations concernant le parc de logements sociaux prévu par l'article 55 de la Loi SRU et, malgré la construction de 176 logements sociaux entre 2011 et 2017, n'atteint que le taux de 12,45 % de tels logements en 2018, entrainant une pénalité qui aurait pu s'élever celle année-là à 53 597 €. La municipalité a approuvé en 2019 la transformation du domaine départemental des Hauldres, dont le bâtiment principal sera transformé en centre de séminaire privé avec hébergements et salles de conférences, et le parc accueillera 200 logements, 170 en collectifs et 30 pavillons individuels, dont 40 % de logements sociaux.

### Voies de communication et transports en commun
La gare la plus proche est celle d'Évry-Val-de-Seine, dans la commune d'Évry-Courcouronnes. Elle est située sur la ligne D du RER. Pour se rendre directement à Paris, la gare la plus proche est celle de Corbeil-Essonnes.
Plusieurs lignes d’autobus desservent la commune :
- la ligne 91.01 du réseau de bus Val d'Yerres Val de Seine, qui permet l'accès à la gare d'Évry-Courcouronnes ;
- les lignes 4204, 4232, 4233 et 4272 du réseau de bus Évry Centre Essonne, qui permettent l'accès aux gares d'Évry-Val-de-Seine et d'Évry-Courcouronnes. La ligne scolaire 4277 permet de relier la commune aux lycées Georges Brassens, Charles Baudelaire et Auguste Perret (professionnelles) et le collège-lycée privé Notre-Dame-de-Sion, tous situées à Évry-Courcouronnes.

### Hydrographie
La commune est longée à l'ouest par la Seine et traversée d'est en ouest par le  ruisseau des Hauldres, un affluent en rive droite de la Seine, où le ruisseau se jette.

### Relief et géologie
Le point le plus bas de la commune est situé à trente-deux mètres d'altitude au niveau de la Seine et le point culminant à quatre-vingt-six mètres en forêt de Sénart, au niveau du croisement entre la N6 et la Route Forestière du Poste aux Lièvres.

### Climat
Pour des articles plus généraux, voir Climat de l'Île-de-France et Climat de l'Essonne.
En 2010, le climat de la commune est de type climat océanique dégradé des plaines du Centre et du Nord, selon une étude du CNRS s'appuyant sur une série de données couvrant la période 1971-2000. En 2020, Météo-France publie une typologie des climats de la France métropolitaine dans laquelle la commune est exposée à un climat océanique altéré et est dans la région climatique  Sud-ouest du bassin Parisien, caractérisée par une faible pluviométrie, notamment au printemps (120 à 150 mm) et un hiver froid (3,5 °C). 
Pour la période 1971-2000, la température annuelle moyenne est de 11,5 °C, avec une amplitude thermique annuelle de 15,4 °C. Le cumul annuel moyen de précipitations est de 667 mm, avec 10,9 jours de précipitations en janvier et 7,5 jours en juillet. Pour la période 1991-2020, la température moyenne annuelle observée sur la station météorologique la plus proche, située sur la commune de Mandres-les-Roses à 9 km à vol d'oiseau, est de 11,9 °C et le cumul annuel moyen de précipitations est de 698,3 mm,. Pour l'avenir, les paramètres climatiques de la commune estimés pour 2050 selon différents scénarios d'émission de gaz à effet de serre sont consultables sur un site dédié publié par Météo-France en novembre 2022.

## Urbanisme

### Typologie
Au 1er janvier 2024, Étiolles est catégorisée grand centre urbain, selon la nouvelle grille communale de densité à sept niveaux définie par l'Insee en 2022.
Elle appartient à l'unité urbaine de Paris, une agglomération inter-départementale regroupant 407  communes, dont elle est une commune de la banlieue,,. Par ailleurs la commune fait partie de l'aire d'attraction de Paris, dont elle est une commune du pôle principal,. Cette aire regroupe 1 929 communes,.

## Toponymie
Atiolae en 1228, Atheiolae, Athegiolae au XIIIe siècle, Ecclesia de Atheolis au XIIIe siècle, Estivellum, Ethioles, Athioles en 1324.
Le nom du lieu tire son origine du mot latin Attegiae signifiant « cabane ». La commune fut créée en 1793 sous son nom actuel.

## Histoire

### Préhistoire

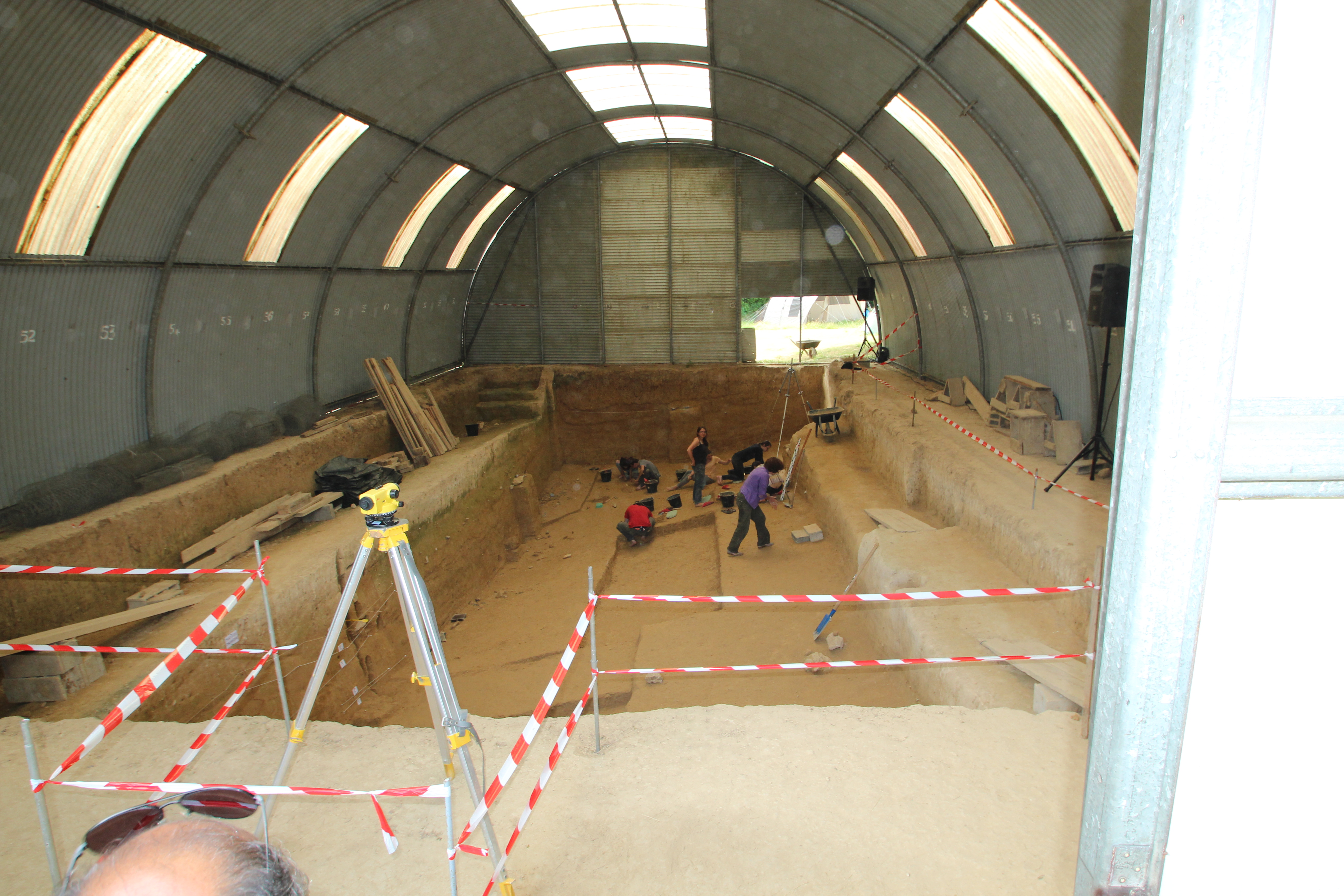
Le site des fouilles.

Le territoire de la commune est occupé depuis la préhistoire : depuis le début des années 1970, des fouilles archéologiques y sont menées lorsque des amateurs tombent par hasard sur un gisement de silex dans un champ labouré sur ce qui se révèlera être l'un des plus importants sites magdaléniens d'Europe avec Pincevent. Il y est notamment découvert en 1972, un morceau d’omoplate de mammouth et au début des années 1980, sur un fragment de bassin de 56 cm situé dans une unité d’habitations,.
Ce site est à ce jour fouillé et se voit ouvert au public une fois par an lors du journées nationales de l'archéologie se déroulant fin juin.

### Ancien Régime
Le fermier général Charles François Paul Le Normant de Tournehem, acquit au début du XVIIIe siècle la seigneurie d'Étioles (orthographe de l'époque), qu'il abandonna à son neveu Charles-Guillaume lorsque celui-ci épousa celle que certains prétendaient être sa fille naturelle, Jeanne Antoinette Poisson, future marquise de Pompadour. Le jeune couple habitait un château situé non loin de celui de Tournehem et appartenant à ce dernier.
Jeanne Le Normant d'Étiolles commença par apporter des améliorations à sa demeure, notamment des jeux d'eaux à la façon de ceux de Versailles. Devenue la favorite de Louis XV avec la bénédiction de son père, elle chassa son mari d'Étiolles. L'endroit représentait pour elle un domicile commode, d'où elle pouvait aisément aller aux rendez-vous que lui donnait son royal amant. Mais Louis XV lui fit bientôt cadeau d'autres châteaux. Elle-même fit construire de superbes résidences dans le goût du temps et délaissa Étiolles, qui n'était plus à la mesure de sa réussite.
Charles-Guillaume, l'époux bafoué, hérita de son oncle Tournehem, devenu entre-temps directeur général des Bâtiments du Roi. Il se sépara du château, qui lui rappelait de cuisants souvenirs. Le comte de Noyan, qui en fit l'acquisition sous le Directoire, détruisit les jeux d'eaux sous prétexte de travaux qui n'aboutirent jamais. Le tout fut rasé pour laisser place à un projet immobilier dans les années 1960.
En 1778, le comte de Provence fit construire à Étiolles, en forêt de Sénart, le rendez-vous de chasse de la Faisanderie de Sénart, sur les plans de son premier architecte, Jean-François-Thérèse Chalgrin.

### Temps modernes
L’institut universitaire de formation des maîtres (IUFM) implanté au domaine départemental des Hauldres  a fermé en 2013.

## Politique et administration

### Rattachements administratifs et électoraux
Antérieurement à la loi du 10 juillet 1964, la commune faisait partie du département de Seine-et-Oise. La réorganisation de la région parisienne en 1964 fit que la commune appartient désormais au département de l'Essonne et à son arrondissement d'Évry après un transfert administratif effectif au 1er janvier 1968.
Pour l'élection des députés, la commune est rattachée à la neuvième circonscription de l'Essonne
Elle faisait partie de 1793 à 1964 du canton de Corbeil-Essonnes, année où elle intègre le canton de Corbeil-Essonnes-Nord du département de Seine-et-Oise. Lors de la mise en place du Val-d'Oise, elle est rattachée en 1967 au canton d'Évry puis, en 1975, au canton de Saint-Germain-lès-Corbeil. Dans le cadre du redécoupage cantonal de 2014 en France, la commune est désormais rattachée au canton de Draveil.

### Intercommunalité
La commune était membre de la communauté d'agglomération Seine-Essonne, créée fin 2002 et qui succédait à la communauté de communes de Corbeil-Essonnes et du Coudray-Montceaux.
Dans le cadre de la mise en œuvre de la loi MAPAM du 27 janvier 2014, qui prévoit la généralisation de l'intercommunalité à l'ensemble des communes et la création d'intercommunalités de taille importante, le préfet de la région d'Île-de-France approuve le 4 mars 2015 un schéma régional de coopération intercommunale qui prévoit notamment la « fusion de la communauté d'agglomération Évry Centre Essonne (91), de la communauté d'agglomération Seine-Essonne (91), de la communauté d’agglomération de Sénart en Essonne (91), et de la communauté d'agglomération de Sénart (77) et (l')extension du nouveau groupement à la commune de Grigny (91) », antérieurement membre de la communauté d'agglomération Les Lacs de l'Essonne.
C'est ainsi qu'a été créé au 1er janvier 2016  la Communauté d'agglomération Grand Paris Sud Seine-Essonne-Sénart dont est désormais membre Etioles.

### Tendances et résultats politiques
Élections présidentielles
Résultats des deuxièmes tours :
- Élection présidentielle de 2002 : 85,77 % pour Jacques Chirac (RPR), 14,23 % pour Jean-Marie Le Pen (FN), 82,66 % de participation[37].
- Élection présidentielle de 2007 : 66,70 % pour Nicolas Sarkozy (UMP), 33,30 % pour Ségolène Royal (PS), 86,15 % de participation[38].
- Élection présidentielle de 2012 : 61,55 % pour Nicolas Sarkozy (UMP), 38,45 % pour François Hollande (PS), 84,06 % de participation[39].
- Élection présidentielle de 2017 : 74,70 % pour Emmanuel Macron (LREM), 25,30 % pour Marine Le Pen (FN), 75,23 % de participation.
- Élection présidentielle de 2022 : 69,31 % pour Emmanuel Macron (RE), 30,69 % pour Marine Le Pen (FN), 74,71 % de participation[40].

Élections législatives
Résultats des deuxièmes tours :
- Élections législatives de 2002 : 69,90 % pour Georges Tron (UMP), 30,10 % pour Florence Léon-Ploquin (PS), 64,49 % de participation[41].
- Élections législatives de 2007 : 67,86 % pour Georges Tron (UMP), 32,14 % pour Thierry Mandon (PS), 60,51 % de participation[42].
- Élections législatives de 2012 : 53,15 % pour Georges Tron (UMP), 46,85 % pour Thierry Mandon (PS), 56,16 % de participation[43].
- Élections législatives de 2017 : 58,61 % pour Marie Guévenoux (LREM), 41,39 % pour Véronique Carantois (LR), 45,35 % de participation.

Élections européennes
Résultats des deux meilleurs scores :
- Élections européennes de 2004 : 26,76 % pour Patrick Gaubert (UMP), 18,61 % pour Harlem Désir (PS), 50,14 % de participation[44].
- Élections européennes de 2009 : 38,07 % pour Michel Barnier (UMP), 24,61 % pour Daniel Cohn-Bendit (Les Verts), 46,88 % de participation[45].
- Élections européennes de 2014 : 26,77 % pour Alain Lamassoure (UMP), 18,18 % pour Aymeric Chauprade (FN), 49,01 % de participation[46].
- Élections européennes de 2019 : 32,23 % pour Nathalie Loiseau (LREM), 16,18 % pour Yannick Jadot (EELV), 55,56 % de participation.

Élections régionales
Résultats des deux meilleurs scores :
- Élections régionales de 2004 : 53,95 % pour Jean-François Copé (UMP), 37,10 % pour Jean-Paul Huchon (PS), 68,26 % de participation[47].
- Élections régionales de 2010 : 58,56 % pour Valérie Pécresse (UMP), 41,44 % pour Jean-Paul Huchon (PS), 50,77 % de participation[48].
- Élections régionales de 2015 : 54,65 % pour Valérie Pécresse (LR), 30,72 % pour Claude Bartolone (PS), 59,29 % de participation.

Élections cantonales et départementales
Résultats des deuxièmes tours :
- Élections cantonales de 2001 : données manquantes.
- Élections cantonales de 2008 : 47,59 % pour François Fuseau (UMP), 34,61 % pour Romain Desforges (PS), 43,61 % de participation[49].
- Élections départementales de 2015 : 61,74 % pour Georges Tron et Aurélie Gros (UMP), 38,26 % pour Rachida Ferhat (PS) et Jean-Marc Pasquet (EELV), 48,53 % de participation.

Élections municipales
Résultats des deuxièmes tours :
- Élections municipales de 2001 : données manquantes.
- Élections municipales de 2008 : 64,47% pour Martine Deley et Annie Grand, 64,40% pour Paul Muller, 61,58 % de participation[50].
- Élections municipales de 2014 : 55,12% pour Philippe Jumelle (DVD) élu au premier tour, 44,87% pour Daniel Fontaine (DVD), 58,74% de participation.
- Élections municipales de 2020 : 67,82% pour Amalia Duriez (SE) élue au premier tour, 32,18% pour Philippe Brun (DVG), 47,35% de participation.

Référendums
- Référendum de 2000 relatif au quinquennat présidentiel : 69,76 % pour le Oui, 30,24 % pour le Non, 45,81 % de participation[51].
- Référendum de 2005 relatif au traité établissant une Constitution pour l'Europe : 67,10 % pour le Oui, 32,90 % pour le Non, 76,29 % de participation[52].

### Liste des maires
| Période                                  | Période                    | Identité                             | Étiquette    | Qualité                                                                     |
| ---------------------------------------- | -------------------------- | ------------------------------------ | ------------ | --------------------------------------------------------------------------- |
| Les données manquantes sont à compléter. |                            |                                      |              |                                                                             |
|                                          | 1831                       | Comte Louis-Ange-Adolphe de Favières |              | Lieutenant de la Garde royale                                               |
| 1831                                     | 1848                       | William Galignani                    |              |                                                                             |
| maire en 1859                            |                            | Claude Théodore Beauvais             |              |                                                                             |
| maire en 1873                            |                            | M. Alliolet                          |              |                                                                             |
| 1874                                     | 1887                       | Joseph-Michel Le Soufaché            |              | Architecte parisien Propriétaire du domaine des Hauldres Décédé en fonction |
| maire en 1892                            |                            | Charles-Auguste Jeancourt-Galigneni  |              | Libraire                                                                    |
| mai 1925                                 |                            | M. Jacquier                          |              |                                                                             |
| Les données manquantes sont à compléter. |                            |                                      |              |                                                                             |
| avant 1975                               | après 1980                 | M. Canseliet                         |              |                                                                             |
| Les données manquantes sont à compléter. |                            |                                      |              |                                                                             |
| mars 1983                                | juin 1995                  | Claude Pareyre,                      | SE           | Professeur en pharmacie                                                     |
| juin 1995                                | août 2000                  | Michel Merret                        | SE           | Décédé en fonction                                                          |
| septembre 2000                           | mars 2014                  | Philippe Brun,                       | RPR puis UMP | Consultant, chef d'entreprises                                              |
| mars 2014                                | mai 2020                   | Philippe Jumelle                     | DVD          | Ancien dirigeant de société, ingénieur                                      |
| mai 2020                                 | En cours (au 19 juin 2024) | Amalia Duriez                        | SE-DVD       | Médecin généraliste                                                         |

### Jumelages
La commune d'Étiolles n'est jumelée à aucune commune.

## Population et société

### Démographie

#### Évolution démographique
L'évolution du nombre d'habitants est connue à travers les recensements de la population effectués dans la commune depuis 1793. Pour les communes de moins de 10 000 habitants, une enquête de recensement portant sur toute la population est réalisée tous les cinq ans, les populations de référence des années intermédiaires étant quant à elles estimées par interpolation ou extrapolation. Pour la commune, le premier recensement exhaustif entrant dans le cadre du nouveau dispositif a été réalisé en 2008.

En 2022, la commune comptait 3 100 habitants, en évolution de −1,81 % par rapport à 2016 (Essonne : +2,89 %, France hors Mayotte : +2,11 %).
| 1793 | 1800 | 1806 | 1821 | 1831 | 1836 | 1841 | 1846 | 1851 |
| ---- | ---- | ---- | ---- | ---- | ---- | ---- | ---- | ---- |
| 348  | 349  | 355  | 302  | 335  | 348  | 382  | 363  | 377  |

| 1856 | 1861 | 1866 | 1872 | 1876 | 1881 | 1886 | 1891 | 1896 |
| ---- | ---- | ---- | ---- | ---- | ---- | ---- | ---- | ---- |
| 372  | 385  | 365  | 371  | 391  | 395  | 369  | 395  | 423  |

| 1901 | 1906 | 1911 | 1921 | 1926 | 1931 | 1936 | 1946 | 1954 |
| ---- | ---- | ---- | ---- | ---- | ---- | ---- | ---- | ---- |
| 412  | 357  | 360  | 369  | 373  | 474  | 454  | 666  | 750  |

| 1962 | 1968  | 1975  | 1982  | 1990  | 1999  | 2006  | 2008  | 2013  |
| ---- | ----- | ----- | ----- | ----- | ----- | ----- | ----- | ----- |
| 774  | 1 208 | 1 530 | 1 570 | 2 107 | 2 548 | 2 982 | 3 098 | 3 169 |

| 2018  | 2022  | - | - | - | - | - | - | - |
| ----- | ----- | - | - | - | - | - | - | - |
| 3 165 | 3 100 | - | - | - | - | - | - | - |

#### Pyramide des âges
En 2018, le taux de personnes d'un âge inférieur à 30 ans s'élève à 34,0 %, soit en dessous de la moyenne départementale (39,9 %). À l'inverse, le taux de personnes d'âge supérieur à 60 ans est de 25,3 % la même année, alors qu'il est de 20,1 % au niveau départemental.
En 2018, la commune comptait 1 529 hommes pour 1 636 femmes, soit un taux de 51,69 % de femmes, légèrement supérieur au taux départemental (51,02 %).
Les pyramides des âges de la commune et du département s'établissent comme suit.
| Hommes | Classe d’âge | Femmes |
| ------ | ------------ | ------ |
| 0,9    | 90 ou +      | 0,7    |
| 6,5    | 75-89 ans    | 7,5    |
| 16,8   | 60-74 ans    | 18,0   |
| 24,7   | 45-59 ans    | 24,4   |
| 16,1   | 30-44 ans    | 16,2   |
| 17,1   | 15-29 ans    | 16,0   |
| 17,8   | 0-14 ans     | 17,1   |

| Hommes | Classe d’âge | Femmes |
| ------ | ------------ | ------ |
| 0,5    | 90 ou +      | 1,4    |
| 5,4    | 75-89 ans    | 7,2    |
| 12,9   | 60-74 ans    | 13,9   |
| 20     | 45-59 ans    | 19,4   |
| 19,9   | 30-44 ans    | 20,1   |
| 20     | 15-29 ans    | 18,2   |
| 21,3   | 0-14 ans     | 19,8   |

### Enseignement
Les élèves d'Étiolles sont rattachés à l'académie de Versailles.
La commune dispose en 2010 sur son territoire de l'école primaire Hélène-Sandre et du lycée professionnel hôtelier du château des Coudraies, qui a intégré en 2018 le programme « Ecoles ambassadrices » du Parlement européen.

### Sports
Un club de karaté est installé depuis 1987 dans la commune[réf. nécessaire].

### Lieux de culte

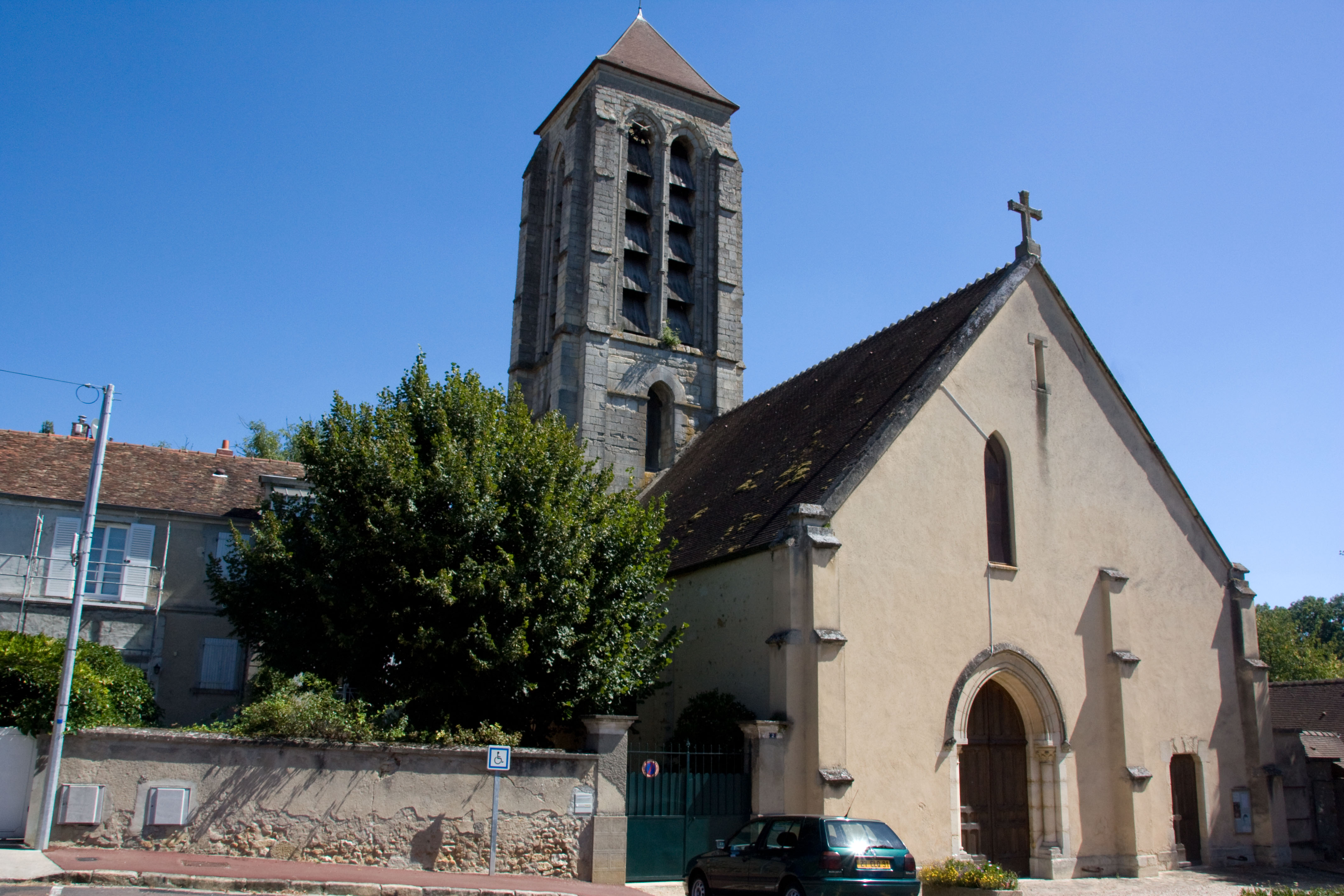
L'église Saint-Martin.

La paroisse catholique d'Étiolles est rattachée au secteur pastoral de Corbeil-Saint-Germain et au diocèse d'Évry-Corbeil-Essonnes. Elle dispose de l''église Saint-Martin.

### Médias
L'hebdomadaire Le Républicain relate les informations locales. La commune est en outre dans le bassin d'émission des chaînes de télévision France 3 Paris Île-de-France Centre, IDF1 et Téléssonne intégré à Télif.

## Économie

### Emplois, revenus et niveau de vie
En 2010, le revenu fiscal médian par ménage était de 56 193 €, ce qui plaçait Étiolles au 96e rang parmi les 31 525 communes de plus de 39 ménages en métropole.
| Répartition des emplois par catégories socioprofessionnelles en 2006. |              |                                           |                                                   |                            |                          |                           |
|                                                                       | Agriculteurs | Artisans, commerçants, chefs d’entreprise | Cadres et professions intellectuelles supérieures | Professions intermédiaires | Employés                 | Ouvriers                  |
| Étiolles                                                              | 0,0 %        | 0,8 %                                     | 18,0 %                                            | 55,0 %                     | 22,3 %                   | 3,9 %                     |
| Zone d’emploi d’Évry                                                  | 0,3 %        | 4,0 %                                     | 20,2 %                                            | 29,6 %                     | 28,2 %                   | 17,7 %                    |
| Moyenne nationale                                                     | 2,2 %        | 6,0 %                                     | 15,4 %                                            | 24,6 %                     | 28,7 %                   | 23,2 %                    |
| Répartition des emplois par secteurs d’activités en 2006.             |              |                                           |                                                   |                            |                          |                           |
|                                                                       | Agriculture  | Industrie                                 | Construction                                      | Commerce                   | Services aux entreprises | Services aux particuliers |
| Étiolles                                                              | 0,2 %        | 1,5 %                                     | 1,9 %                                             | 6,7 %                      | 8,0 %                    | 11,5 %                    |
| Zone d’emploi d’Évry                                                  | 0,9 %        | 13,5 %                                    | 5,4 %                                             | 14,6 %                     | 16,2 %                   | 6,9 %                     |
| Moyenne nationale                                                     | 3,5 %        | 15,2 %                                    | 6,4 %                                             | 13,3 %                     | 13,3 %                   | 7,6 %                     |
| Sources : Insee,                                                      |              |                                           |                                                   |                            |                          |                           |

## Culture locale et patrimoine

### Lieux et monuments
L'église Saint-Martin du XIIe et XIIIe siècles a été inscrite aux monuments historiques le 17 février 1950.
Le château des Hauldres a été la résidence de l'architecte Joseph-Michel Le Soufaché.
Les berges de la Seine et la partie communale de la forêt de Sénart ont été recensés au titre des espaces naturels sensibles par le conseil général de l'Essonne.
Le prieuré Saint-Benoît d'Étiolles s'installe en 1988, sur l’emplacement de l’ancien couvent des Dominicaines.

### Personnalités liées à la commune
Différents personnages publics sont nés, décédés ou ont vécu à Étiolles :
- Charles François Paul Le Normant de Tournehem (1684-1751), financier, y vécut ;
- Jeanne-Antoinette Lenormant d’Étiolles, marquise de Pompadour (1721-1764), favorite de Louis XV, y vécut ;
- Charles-Guillaume Le Normant d'Étiolles (1717-1799), financier, y vécut ;
- Victor Auclair (1866-1928), architecte, y est inhumé ;
- René Leduc (1898-1968), ingénieur et avionneur, s'y maria et y est inhumé ;
- Marcelle Auclair (1899-1983), écrivaine, y séjourna ;
- Jacques Savey (1910-1942), résistant, y est inhumé ;
- Albert-Marie de Monléon (1937- ), évêque, y étudia ;
- Pierre Raffin (1938-2024), évêque, y étudia ;
- François Lamy (1959- ), homme politique, y étudia ;
- Jérémy Chatelain (1984- ), chanteur, y vécut.

### Héraldique et logotype

Logo.

| Blason de Étiolles | Blason  | Écartelé : au premier de gueules au roc d'échiquier d'or, au deuxième d'argent au chêne arraché de sinople englanté d'or, au troisième d'azur au massacre de cerf d'argent sommé d'une couronne royale d'or, au quatrième d'or au roc d'échiquier de gueules. |
| Blason de Étiolles | Détails | La commune s'est en outre dotée d'un logotype. |

### Étiolles dans les arts et la culture
Étiolles a servi de lieu de tournage aux films Jack de Robert Saidreau sorti en 1925, Marie-Line de Mehdi Charef sorti en 1999 et Janis et John de Samuel Benchetrit sorti en 2003[réf. nécessaire].